# Johann Christian Friedrich Meyer
Johann Christian Friedrich Meyer (häufig auch Christian Friedrich Meyer; * 17. Januar 1777 in Eisenach; † 2. Februar 1854 in Ansbach) war ein deutscher Forstwissenschaftler.

## Leben
Meyer, Sohn eines fürstlich sachsen-eisenachischen Waisenhausinspektors, absolvierte das Eisenacher Gymnasium und ging zum Studium der Rechtswissenschaft, Kameralistik und der Physik an die Universität Jena. Bereits im Studium setzte er in seinem Studium einen Schwerpunkt auf Forstkameralistik. Er erhielt 1799 eine Anstellung als Lehrer an der Forstlehranstalt von Heinrich Cotta in Zillbach. 1803 wurde er an der Universität in Jena zum Dr. phil. promoviert.
Meyer folgte 1805 einem Ruf durch Johann Matthäus Bechstein an die Forstakademie Dreißigacker. Dort war er Dozent für Mathematik, Naturgeschichte, Botanik, Forst- und Jagdrecht. Daneben war er herzoglich meiningischer Forstsekretär sowie Mitglied der Herzoglichen Sachsen-Gotha-Altenburgischen und Meiningischen Societät der Forst und Jagdkunde. Zum 9. November 1808 wechselte er zu der neugebildeten Generalforstadministration nach München, bei der er als Oberforstassessor mit Sitz und Stimme im Kollegium angestellt wurde. Zum 27. Juli 1818 ging er als Regierungs- und Kreisforstrat nach Ansbach. In dieser Stellung verblieb er bis zu seiner Pensionierung zum 1. Januar 1849, die kurz nachdem er am 27. Juli 1848 sein Dienstjubiläum feierte erfolgte. Er versuchte im Rahmen seiner Verwaltungstätigkeit den Forstbetrieb nach seinem System, das er in der Forstdirektionslehre formuliert hatte, zu organisieren und dabei eine naturwissenschaftliche Grundlage zu geben.
Meyer erhielt 1844 das Ritterkreuz des Verdienstordens vom Heiligen Michael.

## Schriften (Auswahl)
Meyer gab die Zeitschrift für das Forst- und Jagdwesen in Baiern über fünf Jahrgänge von 1813 bis 1817 heraus, die er ab 1823 in Zusammenarbeit mit Stephan Behlen, Carl Emil Diezel und Georg Franz Dietrich aus dem Winckell fortsetzte.
- Abhandlung über die Waldhut in ökonomischer, forstwirthschaftlicher und politischer Hinsicht, Sinner, Coburg 1807 (Digitalisat).
- Naturgetreue Darstellung der Entwickelung, Ausbildung und des Wachsthums der Pflanzen und der Bewegung und Functionen ihrer Säfte mit vorzüglicher Rücksicht auf Holzgewächse, Leipzig 1808 (Digitalisat).
- Forstdirektionslehre, Stahel, Würzburg 1810 (Digitalisat).
- Der frühere und dermalige Stand der staatswirthschaftlichen, forstlichen und rechtlichen Verhältnisse bei den Waldungen und Jagden in Deutschland und namentlich bei den dasigen Reichsforsten, 2 Bände, Riegel & Wießner, Nürnberg 1851 (Digitalisat I. Theil; Digitalisat II. Theil).
- Die Behandlung und Benutzung der mit Waldholz oder nicht mit Waldholz bestockten (öden) Grundflächen Deutschlands im Interesse der Forst- und Landwirtschaft, Riegel & Wießner, Nürnberg 1852 (Digitalisat).